# 源氏小鏡
『源氏小鏡』（げんじこかがみ）とは、『源氏大鏡』と並ぶ代表的な『源氏物語』の梗概書である。室町時代初期の成立とみられている。

## 内容
『源氏物語』をその巻序に従って物語の梗概をまとめている。その内容は簡潔であって、物語の和歌も主なものを引くだけである点が物語中の和歌をすべて載せる『源氏大鏡』などと大きく異なる点である。注釈も簡潔なものが多く注釈書的性格も希薄である。中世・近世文学に多大な影響を及ぼしたために異本が極めて多く、巻数も1巻本・2巻本・3巻本がある。版本としては、江戸時代初期の古活字本をはじめとして、整版本も、明暦・寛文・延宝・寛延・文政版など、江戸末期まで何種類も刊行された。

## 作者
著者については古くからさまざまな説が存在する。
- 紫式部自選説
- 藤原俊成説　1114年（永久2年） - 1204年（元久元年）11月30日
- 藤原定家説 1152年（仁平2年） - 1241年（仁治2年）
- 西行説 1118年（元永元年） - 1190年（建久元年）
- 花山院長親（耕雲）説
- 一条兼良弟説
- 心敬説 1406年（応永13年） - 1475年（文明7年）
- 里村紹巴説 1525年（大永5年） - 1602年（慶長7年）

などの説がある。成立時期から考えて紫式部自選説を初め鎌倉時代前期までの人物を作者とする説は事実ではないと考えられるものの定説はない。

## 本文とその系統
本文は大きく古本系統と改訂本系統・増補本系統などに分けられる。古本系統は非青表紙本の『源氏物語』の本文によっており、それを青表紙本に拠って訂したのが改訂本系統とされる。本によっては短い注釈の中に他の古注釈書や梗概書に見えない特異な解釈が書き加えられていることがある。岩坪健はより詳細に本文を以下のような系統に分けている。
- 第一系統（古本系）
  - 第一系統第一類 - 最も原型に近いと思われるもので、写本の数も多い。
    - 國學院大學蔵本『源氏小鏡』（三矢重松旧蔵本）
    - 神宮文庫蔵本『源氏小鏡』（村井敬義奉納本）
    - 京都大学蔵本『源氏小鏡』（伝持明院基春筆）
    - 天理図書館蔵本『源氏小鏡』（伝堺連歌師等恵筆、桃園文庫旧蔵本）
    - 天理図書館蔵本『源氏小鏡』（桃園文庫旧蔵本）
    - 天理図書館蔵本『源氏小鏡』（黒川真道旧蔵本）
    - 天理図書館蔵本『源氏小鏡』（伝細川幽斎筆、桃園文庫旧蔵本）
    - 龍谷大学図書館蔵本『源氏小鏡』
    - 三手文庫蔵本『源氏小鏡』
    - 広島大学国文研究室蔵本『源氏小鏡』（紅梅文庫旧蔵本）
    - 金刀比羅宮図書館蔵『源氏小鏡』
    - 河野記念文化館蔵本『源氏小鏡』（伝花山院忠長筆本）
    - 広島大学国文研究室蔵本『こがゞみ』（宝鈴文庫旧蔵本）
    - 熊本大学蔵本『こがゞみ』（冷泉為経旧蔵本）
    - 京都大学図書館蔵本『源氏目録』（平松家旧蔵本）
    - 京都大学図書館蔵本『源氏目録一名源氏小鏡』
    - 学習院大学国文研究室蔵『源氏目録次第』
    - 祐徳稲荷中川文庫蔵本『源氏之目録次第』
    - 天理図書館蔵本『源氏聞書』（桃園文庫旧蔵本）
    - 内閣文庫蔵本『源氏物語抄』
    - 國學院大學蔵本『源氏抄』（三矢重松旧蔵本）
    - 稲賀敬二旧蔵本『源氏ゆかりの要』
    - 稲賀敬二旧蔵本『源氏大概』
    - 東北大学図書館狩野文庫蔵本『光源氏物語抄解』
    - 国立国会図書館蔵本『光源氏之許可紙』（白井氏旧蔵本）
    - 天理図書館蔵本『源海集』（桃園文庫旧蔵本）
    - 彰考館蔵本『源概抄』
    - 内閣文庫蔵本『木芙蓉』
    - 国立国会図書館蔵本『木芙蓉』
    - 広島大学国文研究室蔵本『木芙蓉』
    - 大阪大学付属図書館蔵本
    - 天理図書館蔵本
    - 鶴見大学図書館蔵本[5]
    - 鶴見大学図書館蔵本『源氏物語次第』
    - 龍門文庫蔵本『源氏物語次第』
    - 龍門文庫蔵本『源氏物語注品小鏡五巻』
    - 九曜文庫蔵本[6]
    - 山口県立山口図書館蔵本・外題『光源氏巻』内題『光源氏巻之名目録』
    - 宮内庁書陵部蔵本『源海集』
    - 東海大学桃園文庫蔵本『源氏小鏡』[7]
    - 東海大学桃園文庫蔵本『源海集』（宮内庁書陵部蔵本『源海集』の写し）
    - 東海大学桃園文庫蔵本『源氏小鏡』（名古屋市立図書館蔵伝徳大寺公維筆本の写し）
    - 東海大学桃園文庫蔵本『源氏の目録次第』
    - 東海大学桃園文庫蔵本『源氏小かゞみ』内題『けんかひしう』
    - 石川県立図書館川口文庫蔵本『源かいしゆ』内題『けんかいしゆ』
    - 吉永文庫蔵本『小かゝみ』
    - 益田家蔵本『源氏』
    - 八戸市立図書館蔵本『小鏡』
    - 群馬県太田市立中島記念図書館蔵本『源氏小鏡』
    - 筑波大学附属図書館蔵本
    - 日本大学蔵本
    - 堤康夫蔵本（奈良絵本）
    - 古活字版・嵯峨本『源氏小鏡』（大東急記念文庫蔵本・東北大学狩野文庫蔵本・龍門文庫蔵本）

  - 第一系統第二類
    - 宮内庁書陵部蔵本『げんじのちう小かゞみ』

  - 第一系統第三類
    - 古活字版（慶長・元和年間刊本）『源氏小鏡』（大妻女子大学蔵小汀利得旧蔵本・京都大学文学部蔵本・天理図書館蔵本）

  - 第一系統第四類
    - 元和年間刊本（鈴木三七蔵本・田村専一蔵本）
    - 元和年間刊本の異植字版（国立国会図書館蔵本）
    - 寛永年間刊本十二行本（東京都立中央図書館蔵本・龍門文庫蔵本・東京大学文学部国語研究室蔵本・東北大学狩野文庫蔵本・九曜文庫蔵本）
    - 寛永年間刊本十三行本（京都大学文学部蔵本・東洋文庫蔵本）
- 第二系統（改訂本系）
  -     - 神戸親和女子大学蔵本（無刊記整版）

  - 第二系統第一類
    - 東京大学図書館蔵本『源氏小鏡』
    - 京都大学文学部蔵本『源氏要文抄』

  - 第二系統第二類
    - 宮内庁書陵部蔵本『小かゞみ』
    - 稲賀敬二旧蔵本『源氏大意』

  - 第二系統第三類
    - 早稲田大学図書館蔵本『源氏小鏡』
    - 神宮文庫蔵本『源氏小かゞみ』
    - 広島大学国文研究室蔵本『源氏小かゞみ』
    - 佐賀大学小城鍋島文庫蔵本『源氏小鏡』
    - 島原松平文庫蔵本『源氏小鏡』
    - 京都大学文学部蔵本『源氏目録』
    - 稲賀敬二旧蔵本『源氏小巻』
    - 高井家蔵本『源氏小鏡』[8]
- 第三系統（増補本系）
  - 第三系統第一類
    - 小笹喜三旧蔵本『源氏小鏡』
    - 古典文庫所収本『光源氏一部連歌寄合之事』[9]

  - 第三系統第二類
    - 三井寺本系統
      - 東海大学桃園文庫蔵本「清宝本」
      - 東京都立中央図書館蔵本『源氏小鏡』（三井寺聖護院系統）
      - 片桐洋一蔵本『こがゞみ』
      - 広島高等師範学校旧蔵本（戦災により焼失。東海大学桃園文庫に新写本が残る）
      - 天理図書館蔵本『源氏小鏡』（桃園文庫旧蔵本）
      - 桑名市立中央図書館秋山文庫蔵本『源氏小鏡』
      - 東海大学桃園文庫蔵本
桐壺巻から藤裏葉巻のみ

    - 道安改訂本系統
      - 国文学研究資料館蔵本『源氏小鏡』（道安系統）
      - 京都大学図書館蔵本『源氏小鏡』
      - ノートルダム清心女子大学蔵本
      - 東海大学桃園文庫蔵本

    - その他の第三系統第二類
      - 村井順蔵本『源氏住小鏡』[注釈 1]
      - 早稲田大学図書館蔵本『新撰増注光源氏之小鏡』[10]
      - 天理図書館蔵本『源氏一部大綱集』（紅梅文庫旧蔵本）
      - 福島市瑠璃光山医王寺蔵本『源氏物語宇治十帖解題』

  - 第三系統第三類
    - 天理図書館蔵本『源概抄』
    - 鶴見大学図書館蔵本
総角巻から夢浮橋巻まで。巻末に系図あり。
- 第四系統（簡略本系）
  - 神宮文庫蔵本『源概抄』
  - 大阪市立大学学術情報総合センター森文庫蔵本『源氏物語抜書』
- 第五系統（梗概中心本系）
  - 天理図書館蔵本『源氏小鏡』（大島雅太郎旧蔵、連蔵筆本）
  - 天理図書館蔵本『けむじのこかゞみ』（桃園文庫旧蔵、伝飛鳥井宋世筆本）
  - 天理図書館蔵本『こかゞみ』（桃園文庫旧蔵本）
  - 京都大学付属図書館蔵本『源氏小鏡』（飛鳥井重雅筆）
  - 簗瀬一雄蔵『源氏の抄』[11]
  - 宮内庁書陵部蔵本『歌伝抄』
- 第六系統（和歌中心本）
  - 京都大学大学院文学研究科蔵本『源氏略章』

## 書名
本書は内容に細かな違いのある異本が多いとともに標題もさまざまなものがあることを特色としている。それらの書名には、
- 「小鏡（鑑）」の語を含むもの
  - 『源氏小鏡』（石山寺本、桃園文庫蔵本、東京都立中央図書館特別文庫室蔵本）
  - 『小鏡』（天理大学図書館蔵本）
  - 『源氏の注小鏡』（宮内庁書陵部蔵本）
  - 『源氏注品小鏡』（阪本龍門文庫蔵本）
- 「目録」の語を含むもの
  - 『源氏之目録次第』（桃園文庫蔵本）
  - 『源氏目録』（京都大学付属図書館蔵本）
- 「源氏○○抄（鈔）」の形のもの
  - 『源概抄』（神宮文庫蔵本）
  - 『源氏要文抄』（京都大学文学部蔵本）
  - 『源氏類鈔』
  - 『源氏物語抄解』（東北大学図書館蔵本）
- その他独自のもの
  - 『源海集』（宮内庁書陵部蔵本）
  - 『源氏抜書』（桃園文庫蔵本）
  - 『源氏ゆかりの肝要』（横尾勇之助蔵本）
  - 『源氏大概』
  - 『源氏大意』
  - 『源氏小巻』
  - 『光源氏一部連歌寄合之事』
  - 『源氏物語聞書』（広島文理科大学旧蔵本）
  - 『源氏秘伝書』（徳島光慶図書館旧蔵本）
  - 『源氏略章』（神宮文庫蔵本）
  - 『歌伝抄』
  - 『木芙蓉』（徳島光慶図書館旧蔵本、上野図書館蔵、内閣文庫蔵本）
  - 『源氏木芙蓉』（広島大学蔵本、国会図書館蔵本）

## 翻刻本
- 岩坪健編『研究叢書325『源氏小鏡』諸本集成』和泉書院、2005年（平成17年）2月。 ISBN 4-7576-0297-9
- 中野幸一編『源氏物語資料影印集成 3  源氏小鏡』早稲田大学出版部、1990年（平成2年）2月。 ISBN 4-657-90208-3
- 武田孝編著『資料叢書　4 源氏小鏡 高井家本』教育出版センター、1978年（昭和53年）。
- 東海大学桃園文庫影印刊行委員会編『 東海大学蔵桃園文庫影印叢書 第4巻 源氏小鏡・源氏抄』東海大学出版会、1990年（平成2年）11月。 ISBN 4-486-01114-7
- 中野幸一編『九曜文庫蔵源氏物語享受資料影印叢書 6　源氏小鏡　慶長古活字本・源氏小鏡　明暦版本』勉誠出版、2009年（平成21年）5月。 ISBN(13) 978-4-585-00839-2